# ISO 3166-2:SL
ISO 3166-2:SLは、ISOの3166-2規格のうち、SLで始まるものの一覧であり、シエラレオネの地方のコードである。
はじめの「SL」はISO 3166-1によるシエラレオネの国名コードを表している。ハイフンのあとに続くアルファベットがそれぞれの州を表している。

## コード
| コード | 地名     | 英語表記                |
| ------ | -------- | ----------------------- |
| SL-E   | 東部州   | Eastern                 |
| SL-N   | 北部州   | Northern                |
| SL-S   | 南部州   | Southern                |
| SL-W   | 西部地域 | Western Area (Freetown) |
| SL-NW  | 北西部州 | North Western           |